# Václav Neckář
Václav Neckář (23 de octubre de 1943; Praga) es un cantante y actor checo, conocido por su actuación como Miloš Hrma película checoslovaca Trenes rigurosamente vigilados (1966). Entre 1978 y 1979 cooperó con la cantante polaca Anna Jantar durante sus actuaciones en Polonia y Checoslovaquia (ČSSR). En 2007, fue acusado de haber sido colaborador de la organización secreta StB desde 1978. 
En 2011, Neckař se describió a sí mismo como un husita no practicante. Tras la muerte de su esposa en 2015, Jaroslava, el reverendo David Frýda lo describió a él y a su esposa como fuertes creyentes y feligreses frecuentes. 

## Filmografía

### Cine
- Trenes rigurosamente vigilados (1966)
- Private Torment (1967)
- Pequeña tristeza de verano (1968)
- Kulhavý dabel (1968)
- The Incredibly Sad Princess (1968)
- La colonia Lanfier (1969)
- Pan Vok odchází (1979)
- Canta, vaquero, canta (1981)
- Larks on a String (1990)
- Lady Macbeth von Mzensk (1992)
- Czech Woodstock (2004)

## Discografía seleccionada
- Sha-La-La-La-Lee (1966)
- Krokodil Teófilo (1973)
- Pár dnů prázdnin ( Te escucho llamar )